# Aproumu Aizi jezik
Aproumu Aizi jezik (ahizi, aprou, aproumu, aprwe, oprou; ISO 639-3: ahp), jedan od tri aizi jezika, šire skupine kru, kojim govori 6 500 ljudi (1999 SIL) u nekoliko sela na jugu Obale Bjelokosti.
Pripadnici etničke grupe Aizi žive kao ribari uz Ebrié Lagoon, gdje se nalaze i njihova sela Attoutou A (nova četvrt), Attoutou B, Tefredji, Koko, Bapo (Allaba B, Taboth) i Allaba.

## Vanjske poveznice
- Ethnologue (14th)
- Ethnologue (15th)